# Generátor Rex
A Generátor Rex (Generator Rex) a Man of Action (a csoport Duncan Rouleau-ból, Joe Caseyből, Joe Kelly-ből, és Steven T. Seagleből áll, több ismert sorozat megalkotói, többek közt a Ben 10 című rajzfilm is tőlük származik) által készített amerikai animációs sorozat, amely egy 1999-es M. Rex című képregénysorozat alapján készült. A képregényben az apró, szőke hajú főszereplő által létrehozható szerkezetek sokkal inkább a steampunk stílust jellemezték, az általa fejlesztett motorra, vagy épp a mechanikus öklökre jellemző volt a túldíszítettség, eközben mégis régies látszata volt. Az amerikai premier 2010. április 23-án volt a Cartoon Network csatornán. Az USA-ban TV-PG korhatár-besorolást kapott. Magyarországon 2011. február 11-én mutatták be.
2011. november 24-én bemutattak Amerikában egy egyórás különkiadást Egyesült hősök címmel, melyben Rexék univerzumába Ben Tennyson látogat egy kapun keresztül. Rexnek és Bennek össze kell fognia, hogy legyőzzék titokzatos, új, közös ellenségüket. Az epizód a Generátor Rex animációs stílusával, és karakter dizájnjaival készült. Ez a különkiadás volt a stúdió, és a Man of Action első crossover epizódja, mely két eltérő sorozatuk szereplőit -igaz ideiglenesen- ugyanazon világba sűrítette.

## Cselekmény
A közeli jövőnkben az emberi technika, beleértve a fegyverek, és az orvostudomány rendkívüli fejlődésen megy keresztül. Földi tudományuk tetőpontja a szemmel már alig látható robot, a nano-robot, vagy nanit. A sorozat jelenjéhez képest öt évvel korábban történt egy nagyobb baleset, amikor a Föld legnagyobb elméi több milliárd nanittal kísérleteztek, és beprogramozták őket. A kísérlet közben viszont hiba lépett fel, mely egy bolygó méretű robbanáshoz vezetett, mely során, félkész, még beprogramozatlan nanittal fertőződött meg a bolygó lakossága. Ezek a nanitok véletlenszerűen aktiválódhatnak, befolyásolva az élőlények sejtjeit, így átalakítva azokat groteszk, ám különös képességekkel rendelkező, többnyire agresszív szörnyekké, röviden E.V.O-kká („Exponenciálisan Változatos Organizmus”). A kutatás eredményei megsemmisültek, és kísérletben résztvevő, a laborban jelen lévő tudósok – köztük a mexikói Violetta Salazar és az argentin Rafael Salazar – életüket vesztették. A kísérletet pénzelő üzletemberek ezután bezárkóztak, egyedül Dr. Gabriel Rylander maradt, aki próbálta visszafordítani a folyamatot (és Van Kleis, aki az esemény helyszínén maradt). A nanit esemény egyik áldozata a tízéves Rex Salazar volt, akit már korábban baleset ért, és beprogramozott nanitokkal mentették meg, melyek különlegesek voltak, de a fiú elvesztette emlékeit, elfelejtette, hogy kik a szülei, hogy mi történt a robbanáskor, és hogy van egy bátyja, Caesar Salazar (aki szintén egy nanitkutató tudós). Az amnéziás Rex-et a Providence nevű rendfenntartó szerv fogadta be, majd vezetője, a Lovag ügynöknek nevezte ki, mivel rengeteg képességgel rendelkezik, többek közt képes utasítani saját – beprogramozott, sokkal együttműködőbb – nanitjait, hogy kapcsolják ki az EVO-kban található nano-robotokat, akiket vissza tud változtatni emberré. A tizenöt éves Rex munkája során egyre több emberrel találkozik régi életéből, és próbálja felidézni emlékeit, közben pedig ismét megtalálni életcélját, amiben egy Bobo nevű majom, Dr. Holiday, Hatos ügynök és még a Providence pár lázadozó alkalmazottja segíti.

## Magyar változat
Magyar hangok:
- Renácz Zoltán – Rex
- Mezei Kitty – Dr. Holiday
- Galbenisz Tomasz – Bobo Haha
- Megyeri János – Hatos ügynök
- Berkes Bence – Noah
- Melis Gábor – White Knight
- Pál Tamás – Van Kleiss
- Moser Károly – Gépfarkas
- Bolla Róbert – Szkalamandra
- Martin Adél – Ciklon

és mások

## Epizódok
| Magyar bemutató | #     | Magyar cím                       | Angol cím                       |
| --------------- | ----- | -------------------------------- | ------------------------------- |
|                 |       |                                  |                                 |
| ELSŐ ÉVAD       |       |                                  |                                 |
|                 |       |                                  |                                 |
| 2011.02.11.     | 01    | A nap, amikor minden elkezdődött | The Day That Everything Changed |
|                 |       |                                  |                                 |
| 2011.02.18.     | 02    | A Kiiktatás                      | String Theory                   |
|                 |       |                                  |                                 |
| 2011.02.25.     | 03    | Túl az Óperencián                | Beyond the Sea                  |
|                 |       |                                  |                                 |
| 2011.03.04.     | 04    | Kirekesztve                      | Lockdown                        |
|                 |       |                                  |                                 |
| 2011.03.11.     | 05    | A tervező                        | The Architect                   |
|                 |       |                                  |                                 |
| 2011.03.18.     | 06    | Jégben lefagyottan               | Frostbite                       |
|                 |       |                                  |                                 |
| 2011.03.25.     | 07    | A falkavezér                     | Leader of the Pack              |
|                 |       |                                  |                                 |
| 2011.04.01.     | 08    | A vadász                         | The Hunter                      |
|                 |       |                                  |                                 |
| 2011.04.08.     | 09    | Tériszony                        | Breach                          |
|                 |       |                                  |                                 |
| 2011.04.15.     | 10    | Sötét átjáró                     | Dark Passage                    |
|                 |       |                                  |                                 |
| 2011.04.22.     | 11    | Az elfeledettek                  | The Forgotten                   |
|                 |       |                                  |                                 |
| 2011.04.29.     | 12    | Szárnysegéd hadművelet           | Operation: Wingman              |
|                 |       |                                  |                                 |
| 2011.05.06.     | 13    | A söpredék                       | Rabble                          |
|                 |       |                                  |                                 |
| 2011.05.13.     | 14    | Gravitáció                       | Gravity                         |
|                 |       |                                  |                                 |
| 2011.05.20.     | 15    | A felszín alatt                  | What Lies Beneath               |
|                 |       |                                  |                                 |
| 2011.05.27.     | 16    | A rajzás                         | The Swarm                       |
|                 |       |                                  |                                 |
| 2011.06.03.     | 17    | Alapok                           | Basic                           |
|                 |       |                                  |                                 |
| 2011.06.10.     | 18    | Járvány                          | Plague                          |
|                 |       |                                  |                                 |
| 2011.06.17.     | 19    | Ígéretek, ígéretek               | Promises, Promises              |
|                 |       |                                  |                                 |
| 2011.07.01.     | 20    | A Semmi Közepén                  | Badlands                        |
|                 |       |                                  |                                 |
| 2011.06.24.     | 21    | Kölcsön kenyér                   | Payback                         |
|                 |       |                                  |                                 |
| MÁSODIK ÉVAD    |       |                                  |                                 |
|                 |       |                                  |                                 |
| 2011. 11. 11.   | 22    | Lázítás                          | Rampage                         |
|                 |       |                                  |                                 |
| 2011. 11. 18.   | 23    | Feldúlt világ                    | Waste Land                      |
|                 |       |                                  |                                 |
| 2011. 11. 25.   | 24    | Tuti buli                        | Lost Weekend                    |
|                 |       |                                  |                                 |
| 2011. 12. 02.   | 25    | A szövetség                      | Alliance                        |
|                 |       |                                  |                                 |
| 2011. 12. 09.   | 26    | Robot Bobo                       | Robobobo                        |
|                 |       |                                  |                                 |
| 2011. 12. 16.   | 27    | Hatos osztás                     | Divided By Six                  |
|                 |       |                                  |                                 |
| 2011. 12. 23.   | 28    | Zavaros jelek                    | Mixed Signals                   |
|                 |       |                                  |                                 |
| 2011. 12. 30.   | 29    | Helyőrség                        | Outpost                         |
|                 |       |                                  |                                 |
| 2012.01.06.     | 30    | Szellemidézés                    | Haunted                         |
|                 |       |                                  |                                 |
| 2012.01.13.     | 31    | Másodállás                       | Moonlighting                    |
|                 |       |                                  |                                 |
| 2012.03.30.     | 32    | Kettős kaland                    | Without a Paddle                |
|                 |       |                                  |                                 |
| 2012.04.06.     | 33    | Homokba vésett igazság           | Written in Sand                 |
|                 |       |                                  |                                 |
| 2012.04.13.     | 34    | Ha leszáll az éj                 | Night Falls                     |
|                 |       |                                  |                                 |
| 2012.04.20.     | 35    | Kemény célpont                   | Hard Target                     |
|                 |       |                                  |                                 |
| 2012.04.27.     | 36    | Family Holyday Holy-Buli         | A Family Holiday                |
|                 |       |                                  |                                 |
| 2012.05.04.     | 37    | A leleplezés                     | Exposed                         |
|                 |       |                                  |                                 |
| 2012.05.11.     | 38    | Zártkörű buli                    | Grounded                        |
|                 |       |                                  |                                 |
| 2012.05.18.     | 39    | Hat mínusz hat                   | Six By Six                      |
|                 |       |                                  |                                 |
| 2012.05.25.     | 40    | Farkasok és bárányok             | Lions and Lambs                 |
|                 |       |                                  |                                 |
| HARMADIK ÉVAD   |       |                                  |                                 |
|                 |       |                                  |                                 |
| 2012.11.12.     | 41    | Fekete jövő                      | Back in Black                   |
|                 |       |                                  |                                 |
| 2012.11.13.     | 42    | Motorégés                        | Crash and Burn                  |
|                 |       |                                  |                                 |
| 2012.11.10.     | 43-44 | Egyesült hősök                   | Heroes United                   |
|                 |       |                                  |                                 |
| 2012.11.14.     | 45    | A szappanoperaház fantomja       | Phantom of the Soap Opera       |
|                 |       |                                  |                                 |
| 2012.11.15.     | 46    | A szfinx titka                   | Riddle of the Sphinx            |
|                 |       |                                  |                                 |
| 2012.11.16.     | 47    | Kettős látás                     | Double Vision                   |
|                 |       |                                  |                                 |
| 2012.11.19.     | 48    | Ha harc, legyen harc             | Guy vs. Guy                     |
|                 |       |                                  |                                 |
| 2012.11.20.     | 49    | Fekete-fehér                     | Black and White                 |
|                 |       |                                  |                                 |
| 2012.11.21.     | 50    | Holttér                          | Deadzone                        |
|                 |       |                                  |                                 |
| 2012.11.22.     | 51    | Alvilág ostroma                  | Assault on Abysus               |
|                 |       |                                  |                                 |
| 2012.11.23.     | 52    | Távirányítás                     | Remote Control                  |
|                 |       |                                  |                                 |
| 2012.11.27.     | 53    | Az idő rövid története           | A Brief History of Time         |
|                 |       |                                  |                                 |
| 2012.11.26.     | 54    | Elmés Játékok                    | Mind Games                      |
|                 |       |                                  |                                 |
| 2012.11.28      | 55    | Testvérek                        | Hermanos                        |
|                 |       |                                  |                                 |
| 2012.11.30.     | 56    | Célpont: Konzorcium              | Target: Consortium              |
|                 |       |                                  |                                 |
| 2012.12.03.     | 57    | Ellenség túltengés               | Enemies Mine                    |
|                 |       |                                  |                                 |
|                 | 58    | Dühöng a rock                    | Rock My World                   |
|                 |       |                                  |                                 |
| 2012.12.04.     | 59    | Végjáték, 1. rész                | Endgame, Part 1                 |
|                 |       |                                  |                                 |
| 2012.12.04.     | 60    | Végjáték, 2. rész                | Endgame, Part 2                 |
|                 |       |                                  |                                 |

## Fordítás
- Ez a szócikk részben vagy egészben  a   Generator Rex című angol Wikipédia-szócikk fordításán alapul.  Az eredeti cikk szerkesztőit annak laptörténete sorolja fel. Ez a jelzés csupán a megfogalmazás eredetét és a szerzői jogokat jelzi, nem szolgál a cikkben szereplő információk forrásmegjelöléseként.